# Структура и интерпретация компьютерных программ
«Структу́ра и интерпрета́ция компью́терных програ́мм» (англ. Structure and Interpretation of Computer Programs — SICP) — классическая книга Харольда Абельсона и Джеральда Сассмана о программировании, выпущенная издательством Массачусетского технологического института в 1985 году. В институте она использовалась как учебник для начального курса программирования 6.001 с одноимённым названием (6.001 был заменён курсом 6.01, использующим Python). Помимо этого, книгу используют во многих американских учебных заведениях, имеющих курсы, так или иначе связанные с языком Scheme.
Используя Scheme (диалект языка LISP), авторы описали основные концепции программирования, включая абстракцию (данных и исполнения), рекурсию и метаязыковую абстракцию.
Также в книге изложена практическая реализация концепций регистровой машины и метациклического интерпретатора.
Текст второго издания книги распространяется под лицензией Creative Commons (CC BY-SA версии 4.0).